# USS Beatty (DD-756)
USS Beatty (DD-756) là một tàu khu trục lớp Allen M. Sumner được Hải quân Hoa Kỳ chế tạo trong Chiến tranh Thế giới thứ hai. Nó là chiếc tàu chiến thứ hai của Hải quân Mỹ được đặt theo tên Chuẩn đô đốc Frank Beatty (1853-1926). Nó đã hoạt động cho đến hết Thế Chiến II, và tiếp tục phục vụ sau đó trong Chiến tranh Triều Tiên và Chiến tranh Lạnh cho đến khi xuất biên chế năm 1972. Con tàu được chuyển cho Venezuela cùng năm đó, và tiếp tục phục vụ cùng Hải quân Venezuela như là chiếc Carabobo cho đến khi ngừng hoạt động năm 1981 và bị tháo dỡ. Beatty được tặng thưởng hai Ngôi sao Chiến trận do thành tích phục vụ trong Chiến tranh Triều Tiên.

## Thiết kế và chế tạo
Beatty được đặt lườn tại xưởng tàu của hãng Bethlehem Steel Corporation ở Staten Island, New York vào ngày 4 tháng 7 năm 1944. Nó được hạ thủy vào ngày 30 tháng 11 năm 1944; được đồng đỡ đầu bởi bà Charles H. Drayton, con gái, và cô Mary Drayton, cháu Đô đốc Beatty. Con tàu nhập biên chế vào ngày 31 tháng 3 năm 1945 dưới quyền chỉ huy của Trung tá Hải quân M. T. Munger.

## Lịch sử hoạt động

### 1945 - 1952
Trình diện để phục vụ cùng Tư lệnh Bộ chỉ huy Huấn luyện Hoạt động, Hạm đội Đại Tây Dương vào ngày 22 tháng 6 năm 1945, Beatty làm nhiệm vụ như một tàu huấn luyện. Nó hoạt động tại khu vực vịnh Chesapeake và thực hiện một chuyến đi đến vùng biển Caribe từ tháng 6 đến tháng 11. Nó khởi hành từ Norfolk, Virginia vào ngày 10 tháng 11 để đi sang khu vực Thái Bình Dương, đi đến San Diego, California vào ngày 25 tháng 11, và tiếp tục ở lại vùng bờ Tây Hoa Kỳ cho đến cuối tháng 3 năm 1946, khi nó gia nhập trở lại Hạm đội Đại Tây Dương.
Từ tháng 2 đến tháng 8, 1947, Beatty hoạt động tại vùng biển Bắc Âu, rồi thực hiện lượt phục vụ đầu tiên tại khu vực Địa Trung Hải từ tháng 9, 1948 đến tháng 1, 1949. Trong giai đoạn này, nó hoạt động tuần tra, đặt căn cứ tại Haifa, Israel, vào lúc xảy ra cuộc Chiến tranh Ả Rập-Israel 1948. Khi quay trở về vùng bờ Đông, con tàu hoạt động ngoài khơi Melville và Newport, Rhode Island, dọc theo vùng bờ Đông, và tại vùng biển Caribe và vùng vịnh Mexico cho đến tháng 3, 1951, khi nó lại được phái sang Địa Trung Hải. Chuyến đi này kéo dài cho đến tháng 6.
Beatty khởi hành từ Newport vào ngày 2 tháng 10, 1951 để đi sang Yokosuka, Nhật Bản qua ngã kênh đào Panama, tham gia cuộc Chiến tranh Triều Tiên. Sau khi đến nơi vào ngày 31 tháng 10, nó gia nhập Lực lượng Đặc nhiệm 77, và đã hộ tống cho các tàu sân bay trong hoạt động tuần tra và phong tỏa dọc theo bờ Đông bán đảo Triều Tiên. Sang tháng 11, nó tham gia hoạt động bắn phá bờ biển tại các khu vực Wonsan, Chongjin, Songjin và Tanchon; và đến ngày 15 tháng 2, 1952 nó lại bắn phá các mục tiêu tại Wonsan. Con tàu rời Yokosuka vào ngày 27 tháng 2 để quay trở về nhà, đi ngang qua Hong Kong, Singapore, Colombo tại Ceylon, băng qua kênh đào Suez cho một lượt hoạt động ngắn tại Địa Trung Hải, rồi rời Cannes, Pháp vào ngày 12 tháng 4 và về đến Newport vào ngày 21 tháng 4, hoàn tất một chuyến đi vòng quanh thế giới.

### 1952 - 1972
Sau một đợt đại tu tại Xưởng hải quân Boston vào mùa Hè năm 1952, Beatty tiếp tục hoạt động từ cảng nhà Newport từ ngày 26 tháng 9. Trong những năm tiếp theo, nó tiếp tục phục vụ cùng Hạm đội Đại Tây Dương. Nó thực hiện nhiều chuyến đi sang khu vực Địa Trung Hải để hoạt động cùng Đệ lục Hạm đội, đồng thời tiến hành những hoạt động tại chỗ, huấn luyện và tập trận dọc theo bờ Đông Hoa Kỳ và vùng biển Caribe. Nó còn thực hiện những chuyến đi thực tập cho học viên sĩ quan thuộc Học viện Hải quân Hoa Kỳ cũng như cho nhân sự thuộc Hải quân Dự bị Hoa Kỳ. Trong những lượt phục vụ cùng Đệ lục Hạm đội tại Địa Trung Hải, nó còn được cho tách ra để phái sang hoạt động tại Ấn Độ Dương cùng Lực lượng Trung Đông; và vào các năm 1954 và 1957 nó đã đi đến các cảng Bắc Âu để tham gia các cuộc tập trận của Khối NATO tại Đại Tây Dương.
Trong một đợt thực tập vào tháng 7, 1959, Beatty đã giải cứu cho chiếc Nassau Relief bị thủy thủ đoàn bỏ lại khỏi đắm ngoài khơi bờ biển Cộng hòa Dominica. Sang cuối tháng 9 và đầu tháng 10, nó phục vụ cho Trường Sonar Hạm đội tại Key West, Florida; và sang tháng 1, 1960, nó tham gia Chiến dịch Skyhook để theo dõi khí cầu nghiên cứu tầng bình lưu. Chiếc tàu khu trục trải qua hai tuần của tháng 11, 1961 hoạt động ngoài khơi bờ biển Cộng hòa Dominica khi nước này đang trải qua một giai đoạn mất ổn định sau vụ ám sát nhà độc tài Rafael Trujillo. Một năm sau đó, trong vụ Khủng hoảng tên lửa Cuba, khi Liên Xô bố trí những tên lửa đạn đạo tầm trung mang đầu đạn hạt nhân tại Cuba, nó tham gia hoạt động “phong tỏa” đường biển đến đảo này cho đến khi vụ khủng hoảng được giải quyết qua con đường thương lượng hòa bình. Đến tháng 5, 1963, nó tham gia Chương trình Mercury khi hoạt động như tàu thu hồi dự phòng cho chuyến bay lên quỹ đạo của pho hành gia Gordon Cooper trên tàu không gian Faith 7.
Cảng nhà của Beatty được chuyển đến Norfolk, Virginia vào tháng 4, 1965, và nó đi vào Xưởng hải quân Norfolk từ ngày 3 tháng 6 cho một đợt đại tu, kéo dài cho đến tháng 10. Cho dù được chuyển cảng nhà, nhiệm vụ của chiếc tàu khu trục vẫn không thay đổi, và nó tiếp tục hoạt động cho đến ngày 1 tháng 1, 1968, khi nó chuyển sang tình trạng dự bị với một thủy thủ đoàn được cắt giảm đáng kể. Cuối năm đó, nó được chuyển sang vai trò một tàu huấn luyện cho lực lượng dự bị, và vào tháng 9 đã chuyển cảng nhà từ Norfolk đến Tampa, Florida. Con tàu hoạt động huấn luyện cho hải quân dự bị từ cảng này cho đến năm 1972. Vào tháng 3, một ủy ban thanh tra và khảo sát đã kết luận tình trạng vật chất của con tàu không thể sửa chữa có hiệu quả, và nó được đề nghị để loại bỏ.

### Carabobo
Vào ngày 14 tháng 7, 1972, Beatty được cho xuất biên chế tại Charleston, South Carolina, và tên nó được cho rút khỏi danh sách Đăng bạ Hải quân cùng ngày hôm đó. Con tàu được chuyển cho Venezuela, và phục vụ cùng Hải quân Venezuela như là chiếc Carabobo cho đến năm 1981. Nó bị tháo dỡ sau đó.

## Phần thưởng
Beatty được tặng thưởng hai Ngôi sao Chiến trận do thành tích phục vụ trong Chiến tranh Triều Tiên.